# Kuman Thong

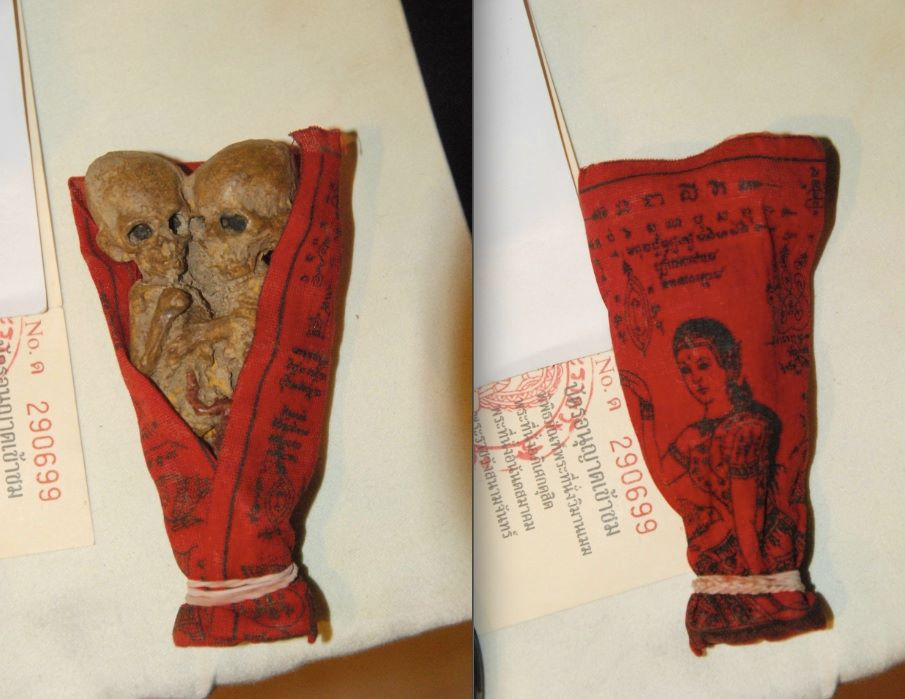
Una reproducción de un Kuman Thong vendido como souvenir en un templo budista en Ayutthaya envuelto en tela con una imagen de Nang Kwak.

Kuman Thong (Tailandés: กุมารทอง) es una divinidad del hogar de la religión popular tailandesa. Se cree trae suerte y fortuna al dueño si es venerado correctamente. Kuman, o Kumara (Pali) significa "niño" (femenino kumari); thong significa dorado. 

## Descripción
La veneración del Kuman Thong no forma parte de las dominantes prácticas budistas, pero  es popular en Tailandia desde tiempos antiguos. 

### Orígenes
El auténtico Kuman Thong se originó como una práctica de necromancia. Se obtenían de fetos de niños disecados que había muerto en el vientre de sus madres. Los médicos brujo se decía tenían el poder de invocar a estos niños muertos, adoptarlos como sus hijos, y utilizarlos para ayudarlos en sus labores.
Según manuscritos tailandeses antiguos utilizados por practicantes de magia negra (tailandés: ไสยศาสตร์ Saiyasat), primero el feto era quirúrgicamente removido del vientre de su madre. Entonces el cuerpo del niño sería llevado a un cementerio para la realización del apropiado ritual ceremonial para invocar a un Kuman Thong. El cuerpo es rostizado hasta secarlo entonces el brujo entonaba encantamientos. Una vez el ritual era completado, el disecado Kuman es pintado con Ya Lak (un tipo de laca utilizada para recubrir amuletos y Takruts con oro) y recubierto en oro. Por ello esta efigie recibe el nombre de “Kuman Thong”, significando “Niño dorado”.

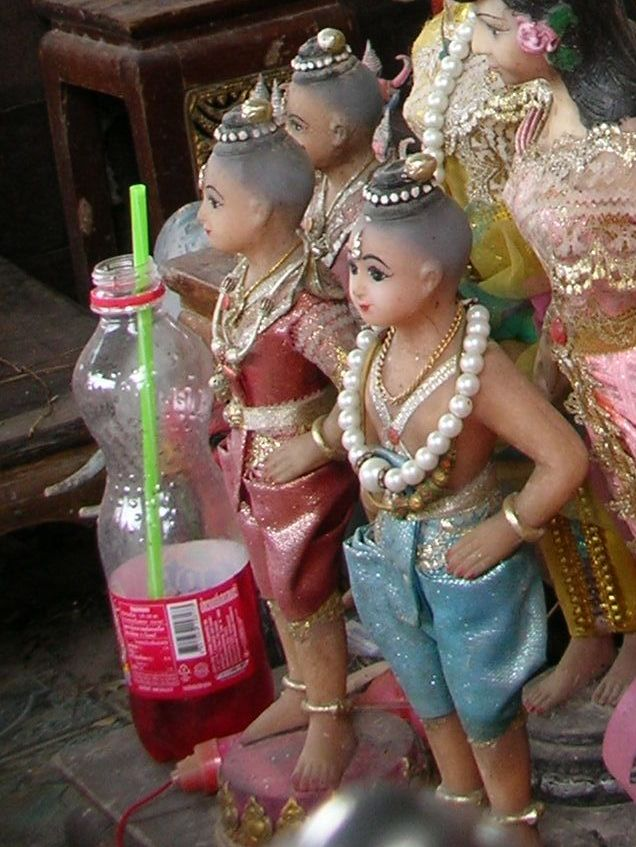
Efigies de Kuman Thong en un templo en la provincia Ratchaburi

Algunas efigies de Kuman son bañadas en Nam Man Phrai, un tipo de aceite extraído después de quemar una vela cerca de la barbilla de un niño muerto o de una persona que murió de manera violenta o en una muerte antinatural. Esto es menos común ahora, porque esta práctica es ilegal utilizar grasa de niños para consagrar el aceite. Ocasionalmente algunos amuletos obtenidos a través de métodos tradicionales aparecen en los mercados. Hace algunos años un monje famoso fue expulsado de una Sangha budista por rostizar un bebé. Fue condenado, pero continuo practicando magia profana después de su liberación.

### Hong Phrai
En el caso de un espíritu femenino, la efigie no se llama Kuman Tong, sino Hong Phrai (โหงพราย).

### En la literatura
El Kuman Thong es mencionado en la leyenda tailandesa de Khun Chang Khun Phaen, donde el personaje Khun Phaen hizo uno removiendo al bebé muerto del estómago de su mujer, a quien había matado.

## Acontecimientos recientes
El 18 de mayo de 2012 un ciudadano británico de 28 años de origen taiwanés, Chow Hok Kuen, fue arrestado en la habitación de un hotel en Bangkok con seis fetos rostizados y cubiertos en oro.  La policía informó que Kuen pretendía vender los fetos en Taiwán por aproximadamente 6.300 dólares cada uno.